# Bagaran
Bagaran – wieś w Armenii, w prowincji Armawir. W 2011 roku liczyła 622 mieszkańców.